# Конец (Тверская область)
Конец — деревня в Осташковском городском округе Тверской области России. В 2002 году в деревне проживало 16 человек.

## География
Деревня расположена на юго-западном берегу озера Серменок (бассейн Селигера), в лесной местности, вблизи впадения реки Сабровка в Селигер. 
К югу от деревни расположен Селигерский муравьиный заказник.

### Географическое положение
Расстояние до города Осташков — 28 километров, до деревни Заборье — 3,7 километра.

## История
До 2017 года деревня входила в состав упразднённого в настоящее время Ботовского сельского поселения.

## Население
| 2008 | 2010 |
| ---- | ---- |
| 10   | ↗11  |

### Национальный состав
Согласно результатам переписи 2002 года, в национальной структуре населения русские составляли 94 % от жителей.

## Инфраструктура
Обслуживается отделением почтовой связи 172751.
Личное подсобное хозяйство (38 домов на август 2021 года).

## Транспорт
Проходит региональная дорога 28Н-1190 «Заборье — Ботово». Остановка общественного транспорта «Конец».